# Heidi (banda)
Heidi. (estilizado como heidi.) é uma banda japonesa de rock do movimento visual kei. Formada em Tóquio em fevereiro de 2006, conta com os membros Yoshihiko, Nao, Kohsuke e Kiri. Ganharam popularidade ao apresentarem no concerto memorial de 10º aniversário da morte do músico Hide, em 4 de maio de 2008, e depois por comporem dois temas de encerramento do anime Kaichō wa Maid-sama!. Seu terceiro álbum foi lançado na Europa pela Gan-Shin Records em 2009 e no ano seguinte o grupo assinou com a Geneon Universal Entertainment, deixando de ser uma banda independente.

## Carreira

Logotipo da banda

O primeiro show solo do grupo aconteceu em 3 de junho de 2006. Seu primeiro single, "Yuuyake to Kodomo/Maria", também foi vendido naquele show. No ano seguinte lançaram seu álbum de estreia, Kasou, em 25 de abril de 2007. O próprio selo independente da banda, O Market, lançou o álbum, que foi criado por sua gerência Headwax Organization dirigida por Hiroshi Matsumoto, que também administrava o músico Hide.
Em 4 de maio de 2008, eles se apresentaram no evento hide memorial summit, concerto memorial de 10º aniversário da morte do músico Hide, ao lado de bandas como X Japan e Luna Sea.
Em 2009, Heidi. fez uma turnê em trio chamada Counter Culture com lynch. e Sadie. Eles lançaram seu terceiro álbum, Panorama, em 23 de setembro. Ele recebeu um lançamento europeu pela Gan-Shin Records em 23 de outubro. No dia 25 de outubro, a banda se apresentou no V-Rock Festival '09, que foi transmitido ao vivo mundialmente.
Em 26 de maio de 2010, tiveram sua estreia em uma grande gravadora, na Geneon Universal Entertainment, com o single "Yokan". Esta música e seu próximo single, "∞Loop", foram usados como temas de encerramento do anime Kaichō wa Maid-sama!. O álbum Senkou Mellow foi lançado em 6 de outubro e se tornou o álbum de melhor posição na Oricon.
Eles fizeram um cover de "Pink Spider" de hide para a compilação Crush! -90's V-Rock Best Hit Cover Songs-, lançado em 26 de janeiro de 2011 apresentando bandas recentes de visual kei fazendo covers de bandas que foram importantes para o visual kei dos anos 90. O single "Gekkou Showtime" foi usado como música tema do filme Maebashi Visual Kei, que estrela Shunsuke Kazama como um jovem fazendeiro que tenta fazer sucesso em uma banda visual kei. Os próprios membros da banda também aparecem no filme. Em julho de 2011, a banda fez sua estreia nos Estados Unidos na convenção de anime AM².
Eles lançaram seu quinto álbum, Alpha, em 19 de setembro de 2012. No final do mês, eles retornaram aos EUA para uma apresentação no Anime Weekend Atlanta. Em 7 de novembro, Heidi iniciou uma turnê nacional, que terminou na casa de shows Shibuya-AX, onde cada show foi transmitido ao vivo pela plataforma Niconico.
Em 16 de agosto de 2013, heidi. se apresentou em evento organizado pela banda Angelo, ao lado de outros artistas como Inoran, lynch. e Mucc Neste ano eles contribuíram com um cover de "Tell Me" de hide para o álbum tributo Tribute II -Visual Spirits-, que foi lançado em 3 de julho de 2013.
Ao longo de abril de 2014, a banda realizou sua primeira turnê europeia que incluiu paradas na Rússia, Polônia, Alemanha, Finlândia, entre outros países. De 7 a 9 de novembro eles se apresentaram no Pacific Media Expo em Los Angeles.
Em 22 de agosto de 2018 lançaram o álbum Que Sera Sera incluindo dois singles recém lançados, "Sunset Blue" e "Ray".Em 2021 a companhia Chaotic Harmony lançou o primeiro álbum de compilação internacional de bandas visual kei, que teve a participação de Heidi com um vídeo comentário. Em 2023 lançaram o single "Ego" que acompanhou uma turnê que terminou em Shibuya.

## Membros
- Yoshihiko (義彦) – vocais
- Nao (ナオ) – guitarra, vocais de apoio
- Kohsuke (コースケ) – baixo, vocais de apoio
- Kiri (桐) – bateria

## Discografia
Álbuns de estúdio
- Kasou (渦奏, 25 de abril de 2007), Posição de pico na Oricon Albums Chart: N.° 132[6]
- Innocence (イノセンス, 30 de abril de 2008) N.° 55
- Panorama (パノラマ, 23 de setembro de 2009) N.° 80
- Senkou Mellow (閃光メロウ, 6 de outubro de 2010) N.° 41
- Alpha (アルファ, 19 de setembro de 2012) N.° 138
- Human (ヒューマン, 14 de maio de 2014) N.° 62
- Kaikou (邂逅, 28 de dezembro de 2016) N.° 122
- Que Sera Sera (ケセラセラ, 29 de agosto de 2018) N.° 125
- Hyōhon (標本, 23 de outubro de 2019) N.° 218

EPs
- Crying (慟哭, 2 de agosto de 2006)
- Sixth Sense (シックスセンス, 21 de setembro de 2011) N.° 84